# Scarna
Scarna è una località del comune italiano di Colle di Val d'Elsa, nella provincia di Siena, in Toscana.
Si trova tra il capoluogo e Monteriggioni e si presenta come un piccolo agglomerato rurale.

## Storia
Le prime notizie storiche documentate risalgono all'inizio del XII secolo. In un documento del monastero di Sant'Eugenio di Siena del 7 ottobre 1186 è ricordata la chiesa di Scarna come dipendente dalla diocesi di Volterra.
Parte dell'abitato era di proprietà dei Signori di Staggia e nel corso del XIII secolo è stata oggetto di contese tra Poggibonsi e Siena. Nel XIV secolo gli eremiti di Montevasoni vi avevano proprietà terriere.
Scarna contava 39 abitanti nel 1745.

## Monumenti e luoghi d'interesse
L'antica chiesa di Sant'Andrea, già esistente all'inizio del XII secolo, deve essere già stata soppressa nel XVI secolo ed è stata poi adibita ad abitazione, pur rimanendo visibili la facciata e parte delle mura del perimetro.
Nelle immediate vicinanze si trova la località Poggio alla Fame, che è in parte ricompresa nel comune di Monteriggioni e dove è venuta alla luce, negli anni sessanta, una necropoli etrusca con circa trenta tombe. Di queste circa la metà a camera, scavate nel tufo o nella roccia, e le altre a fossa. Quasi tutte le sepolture risalgono al periodo tra il III ed il II secolo a.C., ma non è escluso un uso successivo. La necropoli testimonierebbe dell'esistenza, nelle vicinanze, di un centro abitato o di un insediamento che non è ancora stato scoperto.